# Loktjärnen (Hällesjö socken, Jämtland)
Loktjärnen är en sjö i Bräcke kommun i Jämtland och ingår i Ljungans huvudavrinningsområde.